# Опера Сан-Франциско
Опера Сан-Франциско (англ. San Francisco Opera) — оперный театр в г. Сан-Франциско, крупнейший на юго-западе США. С 1932 года занимает Оперный театр Военного мемориала.

## История
Театр основан по инициативе итальянского скрипача и дирижёра Гаэтано Меролы в 1923 году. В первых же операх, поставленных в сезоне 1923-1924 годов. («Богема» и «Тоска» Дж. Пуччини, «Андре Шенье» У. Джордано, «Мефистофель» А. Бойто, «Риголетто» Дж. Верди), были заняты знаменитые итальянские певцы — Б. Джильи и Дж. де Лука. Дирижировал постановками Г. Мерола. С 1932 г. постоянная площадка труппы — оперный театр Военного мемориала (памяти жертв Первой мировой войны, вместимость более 3200 человек). Первый спектакль, состоявшийся на этой сцене 15 октября 1932, — «Тоска» Пуччини.
Первоначально акцент делался на итальянской и французской опере эпохи романтизма. Со временем в репертуар вошли оперы Р. Вагнера (первая постановка полного «Кольца нибелунгов» состоялась в 1935 году), композиторов XX века. С 1960-х гг. особое внимание уделяется американской музыке. В Опере Сан-Франциско состоялись мировые премьеры опер Н. Делло Джойо «Кровавая луна» (1961), Э. Имбри «Угол трения» («Angle of repose», 1976), К. Сузы «Опасные связи» («Dangerous liaisons», 1994), А. Превина «Трамвай Желание» (1998), Дж. Адамса «Атомный доктор» (2005) и др. На сцене этого театра впервые в США поставлены оперы «Диалоги кармелиток» Ф. Пуленка (1957), «Свадьба в летнюю ночь» М. Типпетта (1983), «Франциск Ассизский» О. Мессиана (2002), «Смерть Клингхофера» Дж. Адамса (1992, сценическая премьера) и др. С 1933 («Золотой петушок» Н. А. Римского-Корсакова) изредка ставились также оперы русских композиторов — П. И. Чайковского, М. П. Мусоргского и др. (все в английском переводе). Неоднократно (c 1991) с русским репертуаром в Оперу Сан-Франциско приезжала труппа Мариинского театра (с оркестром под управлением В. А. Гергиева).
На сцене театра пели (в разные годы) Б. Джильи, Дж. де Лука, Э Пинца, Л. Понс, К. Флагстад, Л. Мельхиор, М. Ерица, Т. Гобби, Р. Тебальди, М. дель Монако, Б. Христов (1956, дебют в США), Л. Прайс (1957 — первое её выступление на оперной сцене), Н. Гяуров, Р. Флеминг, Ф. фон Штаде и мн. др., среди музыкальных руководителей спектаклей — дирижёры Ф. Райнер, Э. Лайнсдорф, Г. Альбрехт, Д. Ранниклз и др.